# Dolor al canell

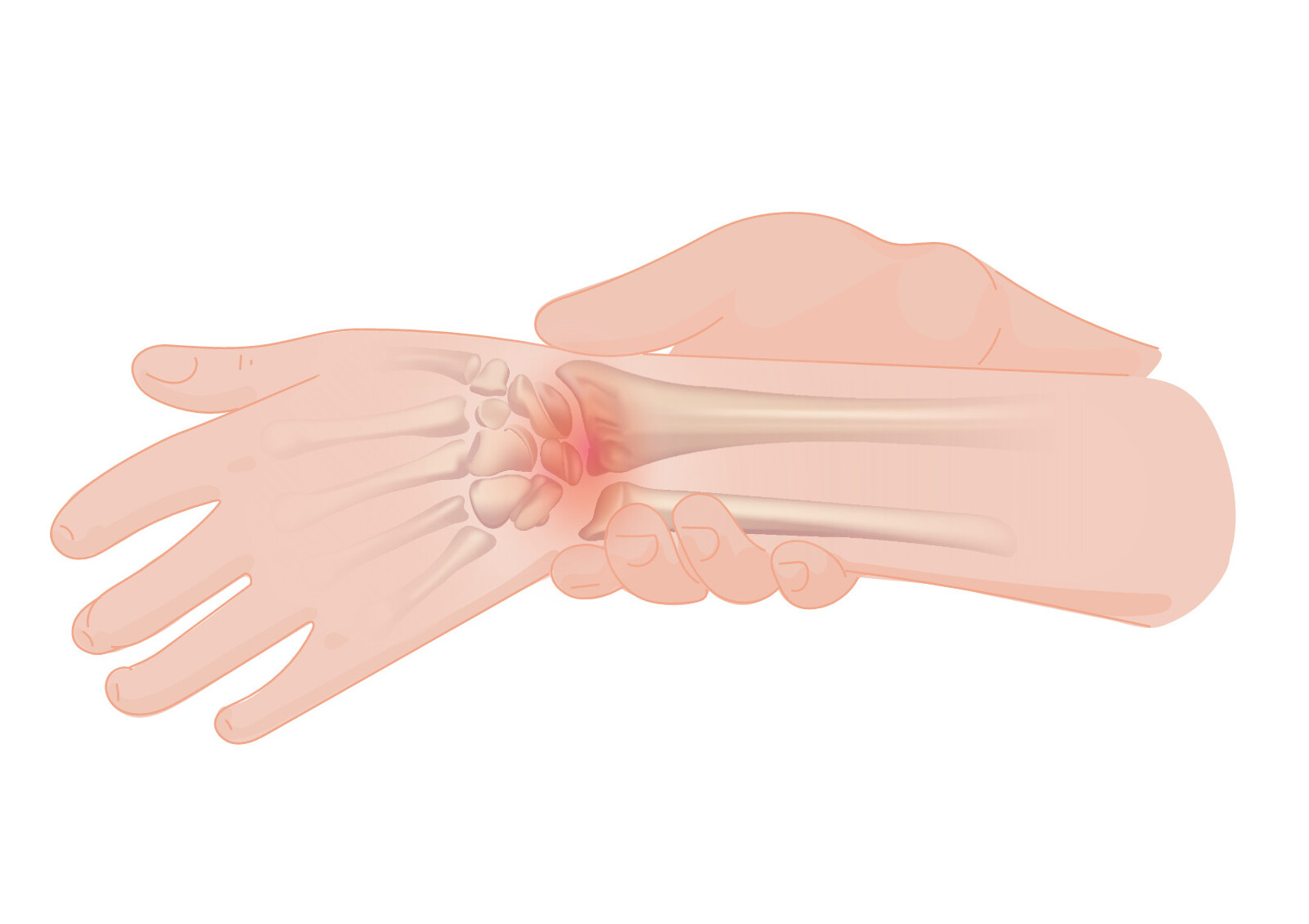
Representació del dolor de canell.

La dolor de canell és una síndrome que no permet que el pacient faci servir la mà per un canell dolorós. A vegades, la dolor pot ser molt forta i creixent, sobretot en haver d'aplicar alguna força.

## Causes
Pot ser causada per diferents causes, com ara:
- Canell espunyit
- Fractura de canell o esquinç de canell
- Síndrome del túnel carpià
- Malaltia de Kienböck
- Atrapament del nervi cubital, de vegades a causa de les anormalitats del canell o del colze, com la síndrome del canal de Guyon o la síndrome del túnel cubital